# بوعبد الله طاهري
بو عبد الله «بوب» طاهري (مواليد 20 ديسمبر 1978 في ميتز ) عداء فرنسي في سباقات المضمار والميدان الرياضي ، والمتخصص بشكل رئيسي في سباق 3000 م موانع وأيضا على مسافة 3000 م و5000 م , أحسن أرقم طاهري الأوروبي حققها في 2000م موانع من 5:15.36 في نانسي، فرنسا ، في يونيو 2009.

## الأصابة
في إطار استعدادته لمشاركته في أولمبياد لندن 2012 عاد ألعاب القوى الفرنسي، حامل اللقب الأوروبي في منافسات 3000 متر موانع ، إلى أسبيتار مكانه المفضل لإعادة التأهيل من أجل قضاء فترة علاج مضنية ، نتيجة تعرضه لإصابة في عظمة الساق قبل أربعة أشهر في باريس ,
واختار بعد الجراحة أن يأتي إلى أسبيتار (مستشفى قطر لجراحة العظام والطب الرياضي) لمواصلة تدريبه والبدء في نظام خاص لإعادة التأهيل، حيث يعمل فريق طبي بكامل عدته لتسريع شفائه ومساعدته في استعادة قدراته التنافسية القصوى , وسبق لطاهري أن تلقى العون والمساندة في مجال العلوم الرياضية والطب الرياضي مطلع العام الماضي.
قال الدكتور بروس هاميلتون مدير الطب الرياضي في أسبيتار
وصرح طاهري، الذي ينافس على لقب 3 آلاف متر و5 آلاف متر مسافات طويلة، إضافة إلى 3 آلاف متر موانع: «أعتقد أن أسبيتار هي المكان المثالي لي للتحضير لدورة الألعاب الأولمبية المقبلة. لقد أتيت إلى هنا من قبل للاستعداد للبطولات العالمية».
من المقرر إجراء دورة الألعاب الأولمبية الثلاثين في لندن في الفترة من 27 يوليو إلى 12 أغسطس 2012.
وقال طاهري: «إنه لتحدٍ؛ فأولمبياد هذا العام يتزامن مع شهر رمضان المبارك، مما يجعل الأمر أكثر صعوبة بالنسبة لي. لكنني مصمم على الفوز بميدالية في لندن والالتزام بشعائر ديني في الوقت نفسه. أنوي الصيام أثناء فترات التدريب والإفطار فقط في أيام المنافسات الفعلية. سيكون الأمر عسيرا لأن الأولمبياد سيقام في الصيف، حيث ترتفع درجات الحرارة ويزداد العطش».

## نتائج ملحوظة
يحظى طاهري بسجل حافل مع المنتخب الفرنسي، حيث شارك في 45 مناسبة وفاز بسبع ميداليات دولية (مثل الميدالية البرونزية في بطولة العالم 2009)، وسجل رقمين قياسيين على المستوى الأوروبي و4 أرقام قياسية على مستوى فرنسا، وشارك في سبع نهائيات عالمية و15 منافسة على ألقاب بطولات في فرنسا في جميع الفئات، إضافة إلى مشاركته في دورة الألعاب الأولمبية في أعوام 2000 و2004 و2008
- بطولة ألعاب القوى الأوروبية 2010 - الميدالية الفضية
- ألعاب القوى العالمية الختامية 2009 - الميدالية البرونزية
- بطولة العالم لألعاب القوى 2009 - الميدالية البرونزية
- بطولة ألعاب القوى الأوروبية داخل الصالات 2009 - الميدالية الفضية (3000 م)
- نهائي ألعاب القوى العالمي 2008 - المركز السابع
- ألعاب أولمبية صيفية 2008 - المركز الخامس
- ألعاب القوى العالمية الختامية 2007 - المركز الرابع
- بطولة العالم لألعاب القوى 2007 - المركز الخامس
- ألعاب القوى بطولة الأوروبية داخل الصالات 2007 - الميدالية الفضية (3000 م)
- كأس العالم لألعاب القوى 2006 - الميدالية البرونزية
- نهائي ألعاب القوى العالمي 2006 - الميدالية البرونزية
- كأس أمم أوروبا 2006 - الميدالية البرونزية
- نهائي ألعاب القوى العالمي 2005 - المركز الخامس
- بطولة العالم لألعاب القوى 2005 - المركز الثامن
- ألعاب الأولمبياد الصيفية سنة 2004 - المركز السابع
- نهائي ألعاب القوى العالمي 2003 - المركز الخامس
- بطولة العالم لألعاب القوى 2003 - المركز الرابع
- بطولة أوروبا عام 2002 - المركز الرابع
- بطولة العالم لألعاب القوى 2001 - المركز الخامس
- بطولة العالم داخل الصالات 2001 - المرتبة الحادية عشرة (3000 م)
- بطولة العالم لألعاب القوى 1999 - المرتبة الثانية عشرة
- بطولة ألعاب القوى الأوروبية 1998 - المركز العاشر
- بطولة العالم لألعاب القوى للناشئين 1996 - المركز السابع